# تاج کاستیا
تاج کاستیا کشوری در شبه‌جزیره ایبری بود که در سال ۱۲۳۰ در نتیجه اتحاد سوم و قطعی تاج‌ها و چند دهه بعد پارلمان‌های کاستیا و لئون بر روی الحاق شاه وقت کاستیا، فرناندوی سوم، به تخت خالی لئون انجام شد. این کشور تا پس از اتحاد شخصی پادشاهان کاستیا و آراگون با ازدواج فرمانروایان کاتولیک در سال ۱۴۶۹ تا اعلامیه احکام نووا پلانتا توسط فلیپه پنجم در سال ۱۷۱۵ به عنوان یک موجودیت مستقل تداوم یافت.
سفر کریستف کلمب و اکتشاف قاره آمریکا در سال ۱۴۹۲، رویدادهای مهم تاریخ کاستیا بودند. هند غربی هنگامی که در سال ۱۵۰۶ کاستیا به پادشاهی تبدیل شد، همزمان با پیمان ویلافافیلا و پس از مرگ فردیناند کاتولیک نیز بخشی از تاج کاستیا بود. کشف اقیانوس آرام، فتح امپراتوری آزتک، پرو و همچنین فیلیپین در قرن شانزدهم همه به تبدیل شدن تاج کاستیا به یک امپراتوری جهانی کمک کردند.
استفاده از عنوان «تاج کاستیا» طی قرون شانزدهم و هفدهم توسط حاکمان هابسبورگ نیز رواج داشت. کارلوس یکم پادشاه کاستیا، لئون، آراگون، مایورکا، والنسا، و سیسیل بود، و بر بارسلونا، روسیون و و سردانیا نیز حکم می‌راند.
در اوایل قرن هجدهم، فیلیپ بوربون در جنگ جانشینی اسپانیا پیروز شد و سیاست‌های اتحاد را بر تاج آراگون، پشتیبان دشمنانش، تحمیل کرد. این امر تاج آراگون و تاج کاستیا را در پادشاهی اسپانیا یکی کرد. گرچه احکام نووا پلانتا تاج کاستیا را رسماً منحل نکرد، معاصران و همچنین تاریخ‌نگاران کشور کاستیا و آراگون را «اسپانیا» نامیدند.
مطابق قانون اساسی اسپانیا «پادشاه کاستیا» هنوز بخشی از نام کامل فلیپه ششم، پادشاه کنونی اسپانیا است.

## تقسیمات کشوری

### در اسپانیا
- پادشاهی کاستیا/Reino de Castilla
- پادشاهی لئون/Reino de León
- شاهزاده‌نشین آستوریاس/Principado de Asturias
- پادشاهی گالیسیا/Reino de Galicia
- لردنشین بیسکای/Señorío de Vizcaya
- استان گیپوسکوا/Provincia de Guipúzcoa
- استان آلابا/Provincia de Álava
- اکسترمادورا
- پادشاهی تولدو/Reino de Toledo
- پادشاهی مورسیا/Reino de Murcia
- پادشاهی کوردوبا/Reino de Córdoba
- پادشاهی خائن/Reino de Jaén
- پادشاهی سویل/Reino de Sevilla
- پادشاهی گرانادا/Reino de Granada (پس از ۱۴۹۲)
- پادشاهی ناوار/Reino de Navarra (پس از ۱۵۱۲)

### فرادریا
- نایب‌الملک‌نشین هند (۱۴۹۲–۱۵۳۵)

شمال – Septentrional
- نایب‌الملک‌نشین اسپانیای نو/Virreinato de la Nueva España (پس از ۱۵۳۵)

جنوب – Meridional
- نایب‌الملک‌نشین پرو/Virreinato del Perú (پس از ۱۵۴۲)